# Dipolydora melanopalpa
Dipolydora melanopalpa är en ringmaskart som beskrevs av Manchenko och Radashevsky 2002. Dipolydora melanopalpa ingår i släktet Dipolydora och familjen Spionidae. Inga underarter finns listade i Catalogue of Life.